# احمد آزاد
احمد آزاد (۱۷ فروردین ۱۳۴۰ – ۱۱ آبان ۱۴۰۰) خواننده و ترانه‌سرای اهل ایران بود. ترانه ساقی، پرآوازه‌ترین ترانه او است. همچنین وی تهیه‌کننده و مجری برنامه بامداد آدینه بود، که بامداد هر جمعه از تلویزیون پارس پخش می‌شد.

## زندگی
احمد آزاد در ۱۷ فروردین ۱۳۴۰ در روستای خمک از توابع شهر زابل در استان سیستان و بلوچستان زاده شد. او در کودکی به همراه خانواده به اصفهان رفت و پس از آن فراگیری ردیف‌ها و دستگاه‌های موسیقی ایران را نزد جلال‌الدین تاج (تاج اصفهانی) و سلفژ را نزد هوشنگ بهشتی آغاز کرد. پس از خروج از ایران و زمانی که در رشته مهندسی برق به تحصیل اشتغال داشت مبانی موسیقی را با لقمان ادهمی و مهدی تاکستانی آغاز کرد.
با رفتنِ سیاوش زندگانی به آمریکا احمد آزاد همکاری خود را با او آغاز کرد و به اجرای کنسرت پرداخت. او همچنین به خواندن و تمرین ردیف‌های آوازی موسیقی ایرانی از جمله ردیف آوازی عبدالله دوامی، میرزا عبدالله فراهانی، محمود کریمی و دیگر استادان پرداخت. وی از آموزش‌های حبیب‌الله بدیعی، جلیل زلاند و ایرج خواجه‌امیری نیز بهره برد.
آشنایی بیشتر احمد آزاد با موسیقی ایرانی و روش خواندن و اجرای ردیف‌های موسیقی، پس از رفتن ایرج و اکبر گلپایگانی به آمریکا و آشنایی با این دو موسیقی‌دان بود. وی همچنین در دانشگاه‌های آمریکا به تحصیل در رشته‌های مهندسی برق، مهندسی پرواز، خلبانی، دکترای متافیزیک، روان‌شناسی اجتماعی، و هیپنوتیزم بالینی پرداخت. او همچنین مجری و برنامه‌ساز برنامهٔ «بامداد آدینه» بود که در هر قسمت به گفتگو با یکی از چهره‌های موسیقی می‌پرداخت.

## درگذشت
احمد آزاد که در سالهای پایانی عمر در شهر اصفهان زندگی می‌کرد او سرانجام در ۱۰ آبان ماه ۱۴۰۰ بر اثر ایست قلبی، درگذشت. پیکر او در باغ رضوان اصفهان با حضور برخی هنرمندان و خانواده‌اش به خاک سپرده شد.

## ترانه‌شناسی
- ساقی

| نام ترانه          | ترانه‌سرا       | آهنگساز        | تنظیم         | سال انتشار |
| ------------------ | -------------- | -------------- | ------------- | ---------- |
| ساقی               | ایرج فتحی      | ایرج فتحی      | کوروس شاه‌میری | ۱۳۶۳       |
| دست بده تا برم     | بیژن سمندر     | حسن شماعی‌زاده  | منوچهر چشم‌آذر | ۱۳۶۵       |
| پیاله              | پروانه سالم    | پروانه سالم    | بهروز پناهی   | ۱۳۶۵       |
| قلندر              | پروانه سالم    | پروانه سالم    | بهروز پناهی   | ۱۳۶۵       |
| خوشگلهای شمرون     | احمد آزاد      | احمد آزاد      | لقمان ادهمی   | ۱۳۷۰       |
| حالا حال دلمو ببین | سیروس علی‌آبادی | سیروس علی‌آبادی | فرهاد بشارتی  | ۱۳۷۰       |
| پیرهن صورتی        | جعفر پورهاشمی  | حسین صمدی      | منوچهر چشم‌آذر | ۱۳۷۰       |
| چی شده             | محلی           | محلی           | نوید نحوی     | ۱۳۷۰       |
| مو مشکی            | پرویز خطیبی    | پرویز خطیبی    | سعید قربانی   | ۱۳۷۰       |
| میخونه             | سرکوب          | احمد آزاد      | فرهاد بشارتی  | ۱۳۷۱       |

- پیاله (۱۹۸۶)

| نام ترانه | ترانه‌سرا    | آهنگساز     | تنظیم       |
| --------- | ----------- | ----------- | ----------- |
| پیاله     | پروانه سالم | پروانه سالم | بهروز پناهی |
| نامه یار  | پروانه سالم | پروانه سالم | بهروز پناهی |
| دورنگی    | پروانه سالم | پروانه سالم | بهروز پناهی |
| زندگی     | پروانه سالم | پروانه سالم | بهروز پناهی |
| قلندر     | پروانه سالم | پروانه سالم | بهروز پناهی |
| روم نمیشه | پروانه سالم | پروانه سالم | بهروز پناهی |

- مو شرابی (۱۹۸۷)

| نام ترانه     | ترانه‌سرا      | آهنگساز       | تنظیم         |
| ------------- | ------------- | ------------- | ------------- |
| موشرابی       | بیژن سمندر    | حسن شماعی‌زاده | نوید نحوی     |
| نامهربون      | منصور خراسانی | حسین صمدی     | منوچهر چشم‌آذر |
| تلفن          | بیژن سمندر    | حسن شماعی‌زاده | نوید نحوی     |
| آره یا نه     | بهمن          | حسین صمدی     | منوچهر چشم‌آذر |
| با تو هستم    | بیژن سمندر    | حسن شماعی‌زاده | نوید نحوی     |
| اومدی و گذشتی | حسین منزوی    | حسین صمدی     | منوچهر چشم‌آذر |

- مست (۱۹۸۸)

| نام ترانه    | ترانه‌سرا     | آهنگساز      | تنظیم       |
| ------------ | ------------ | ------------ | ----------- |
| مست          | رضا شمسا     | حسین واثقی   | لقمان ادهمی |
| شاه پری      | احمد آزاد    | احمد آزاد    | زاره‌کشیشیان |
| کی گفته      | احمد آزاد    | احمد آزاد    | لقمان ادهمی |
| بازی بازی    | احمد آزاد    | حسین واثقی   | بهروز پناهی |
| گناه تو      | ایرج فتحی    | ایرج فتحی    | لقمان ادهمی |
| شهرزاد       | احمد آزاد    | احمد آزاد    | سعید قربانی |
| گل من        | حسین چترنور  | حسین واثقی   | بهروز پناهی |
| گله          | فریدون فروتن | فریدون فروتن | لقمان ادهمی |
| سلسله مو     | سپهر         | سپهر         | سعید قربانی |
| ناز داری     | بلوچی        | بلوچی        | لقمان ادهمی |
| عاشق ساده دل | احمد آزاد    | احمد آزاد    | سعید قربانی |
| حدیث دل      | احمد آزاد    | احمد آزاد    | سعید قربانی |
| صدا کن مرا   | احمد آزاد    | احمد آزاد    | کاظم رزازان |

- شاه پری (۱۹۸۹)

| نام ترانه | ترانه‌سرا     | آهنگساز      | تنظیم       |
| --------- | ------------ | ------------ | ----------- |
| شاه پری   | احمد آزاد    | احمد آزاد    | زاره        |
| عروسی     | یحیی مسجدی   | حسین واثقی   | بهروز پناهی |
| بازی بازی | احمد آزاد    | حسین واثقی   | بهروز پناهی |
| گل من     | حسین چترنور  | حسین واثقی   | بهروز پناهی |
| زندگی     | پرویز خطیبی  | احمد آزاد    | لقمان ادهمی |
| دروغه     | فضل‌الله توکل | فضل‌الله توکل | لقمان ادهمی |

- خوشگل های شمرون (۱۹۹۱)

| نام ترانه          | ترانه‌سرا       | آهنگساز        | تنظیم         |
| ------------------ | -------------- | -------------- | ------------- |
| خوشگلای شمرون      | احمد آزاد      | احمد آزاد      | لقمان ادهمی   |
| این همونه          | شاپور حاتمی    | شاپور حاتمی    | لقمان ادهمی   |
| حالا حال دلمو ببین | سیروس علی‌آبادی | سیروس علی‌آبادی | فرهاد بشارتی  |
| پیرهن صورتی        | جعفر پورهاشمی  | حسین صمدی      | منوچهر چشم‌آذر |
| چی شده             | محلی           | محلی           | نوید نحوی     |
| دخترای مومشکی      | پرویز خطیبی    | پرویز خطیبی    | سعید قربانی   |

- شیش و هشت (۱۹۹۲)

| نام ترانه  | ترانه‌سرا       | آهنگساز        | تنظیم         |
| ---------- | -------------- | -------------- | ------------- |
| شیش و هشت  | بیژن سمندر     | فرهاد بشارتی   | فرهاد بشارتی  |
| آبادانه    | سیروس علی‌آبادی | سیروس علی‌آبادی | منوچهر رستگار |
| میخونه     | غلامرضا سرکوب  | احمد آزاد      | فرهاد بشارتی  |
| دیوانه     | مسعود فردمنش   | مسعود فردمنش   | فرهاد بشارتی  |
| یه فکری کن | مسعود فردمنش   | مسعود فردمنش   | فرهاد بشارتی  |
| درد عشق    | بیژن سمندر     | احمد آزاد      | فرهاد بشارتی  |
| کینه       | مینا اسدی      | حبیب بدیعی     | فرهاد بشارتی  |
| جلوه عشق   | سپهر           | سپهر           | فرهاد بشارتی  |

- ببین چه کردی (۱۹۹۶)

| نام ترانه     | ترانه‌سرا     | آهنگساز      | تنظیم                         |
| ------------- | ------------ | ------------ | ----------------------------- |
| دلباخته       | مهین عمید    | جمشید شیبانی | واهیک اسکندری                 |
| ای یار ای یار | جمشید شیبانی | جمشید شیبانی | واهیک اسکندری                 |
| عشق من        | احمد آزاد    | احمد آزاد    | واهیک اسکندری                 |
| ببین چه کردی  | ناصر شریعتی  | جمشید شیبانی | جمشید شیبانی و واهیک          |
| بهاران        | فریدون مشیری | جلیل عندلیبی | جلیل عندلیبی                  |
| دختر شرقی     | بیژن سمندر   | جمشید شیبانی | جمشید شیبانی و سیروس علی‌آبادی |

- منو صدا کن عزیزم (۱۹۹۹)

| نام ترانه        | ترانه‌سرا  | آهنگساز   | تنظیم |
| ---------------- | --------- | --------- | ----- |
| منو صدا کن عزیزم | احمد آزاد | احمد آزاد | واهیک |
| دریا کنار        | احمد آزاد | احمد آزاد | واهیک |
| ساقی ۲           | احمد آزاد | احمد آزاد | واهیک |
| صنم              | احمد آزاد | احمد آزاد | واهیک |
| گرفتار           | احمد آزاد | احمد آزاد | واهیک |
| بس کن            | احمد آزاد | احمد آزاد | واهیک |

- بگو آبادی کجاست (۲۰۰۱)

| نام ترانه       | ترانه‌سرا     | آهنگساز      | تنظیم         |
| --------------- | ------------ | ------------ | ------------- |
| بگو آبادی کجاست | احمد آزاد    | احمد آزاد    | کامل علی‌پور   |
| شکسته           | احمد آزاد    | کامل علی‌پور  | کامل علی‌پور   |
| دستم بگیر       | احمد آزاد    | احمد آزاد    | کامل علی‌پور   |
| تو نکردی باورم  | احمد آزاد    | احمد آزاد    | کامل علی‌پور   |
| بلوچی           | محلی         | محلی         | کامل علی‌پور   |
| مست             | بیژن ترقی    | علی تجویدی   | مجتبی میرزاده |
| دروغه           | فضل‌الله توکل | فضل‌الله توکل | لقمان ادهمی   |

- بامن از عشق بگو (با پروانه سپانلو) (۲۰۰۲)

| نام ترانه        | خواننده            | ترانه‌سرا        | آهنگساز          | تنظیم          |
| ---------------- | ------------------ | --------------- | ---------------- | -------------- |
| نگو تورو نمیخوام | احمد آزاد و پروانه | احمد آزاد       | احمد آزاد        | آندرانیک       |
| عاشق شده دل      | احمد آزاد          | احمد آزاد       | احمد آزاد        | آندرانیک       |
| شبهای کارون      | احمد آزاد          | ناصر رستگارنژاد | ابراهیم سلمکی    | آندرانیک       |
| با من از عشق بگو | احمد آزاد و پروانه | احمد آزاد       | احمد آزاد        | امیر بدخش      |
| یار میاد         | پروانه             | هما میرافشار    | احمد آزاد        | آندرانیک       |
| عاشقانه          | احمد آزاد و پروانه | رضا سبحان       | علیرضا خواجه‌نوری | آندرانیک       |
| دوستت داشتم      | پروانه             | الهام ایزدی     | الهام ایزدی      | آرا هایراپتیان |
| یادم میاد        | احمد آزاد و پروانه | احمد آزاد       | ناشناس           | آندرانیک       |

- خاتون (۲۰۰۷)

| نام ترانه        | ترانه‌سرا         | آهنگساز          | تنظیم        |
| ---------------- | ---------------- | ---------------- | ------------ |
| حالاحالاها       | احمد آزاد        | احمد آزاد        | داوید گرشونی |
| دیوونتم          | احمد آزاد        | احمد آزاد        | داوید گرشونی |
| بخونیم و برقصیم  | احمد آزاد        | احمد آزاد        | داوید گرشونی |
| نازنین           | احمد آزاد        | احمد آزاد        | آرتور        |
| عجب شبی بود      | امان‌الله تاجیک   | امان‌الله تاجیک   | آندرانیک     |
| خاتون            | احمد آزاد        | احمد آزاد        | آندرانیک     |
| مو طلایی         | احمد آزاد        | احمد آزاد        | آندرانیک     |
| افسانه دور       | احمد آزاد و سپهر | احمد آزاد و سپهر | داوید گرشونی |
| پرنده (بازخوانی) | فضل‌الله توکل     | حسین صمدی        | بهنام طوبی   |
| عاشقه            | رضا سحبان        | علیرضا خواجه‌نوری | آندرانیک     |

- گوشه میخونه (۲۰۱۰)

| نام ترانه         | ترانه‌سرا        | آهنگساز       | تنظیم        |
| ----------------- | --------------- | ------------- | ------------ |
| تو اگه باشی       | احمد آزاد       | احمد آزاد     | داوید گرشونی |
| عاشقم             | احمد آزاد       | احمد آزاد     | داوید گرشونی |
| ساقی ۲            | احمد آزاد       | احمد آزاد     | واهیک        |
| از دنیا چی می‌خوام | احمد آزاد       | احمد آزاد     | داوید گرشونی |
| گوشه میخونه       | احمد آزاد       | احمد آزاد     | داوید گرشونی |
| ای خدا            | احمد آزاد       | احمد آزاد     | داوید گرشونی |
| دوستی (بازخوانی)  |                 |               | داوید گرشونی |
| با تو میشه        |                 |               | داوید گرشونی |
| اشک معشوق         | ناصر رستگارنژاد | ابراهیم سلمکی | امیر بدخش    |
| مادر              | احمد آزاد       | احمد آزاد     | داوید گرشونی |